# 隐药鼠尾草
隐药鼠尾草（学名：Salvia keitaoensis），又名溪头紫参，为唇形科鼠尾草属下的一个种。該物種在中華民國台灣屏東縣海拔1000米至1100米的地方有分佈，為台灣特有種。

## 扩展阅读
- 維基物種上的相關：隐药鼠尾草